# Berninaleitung

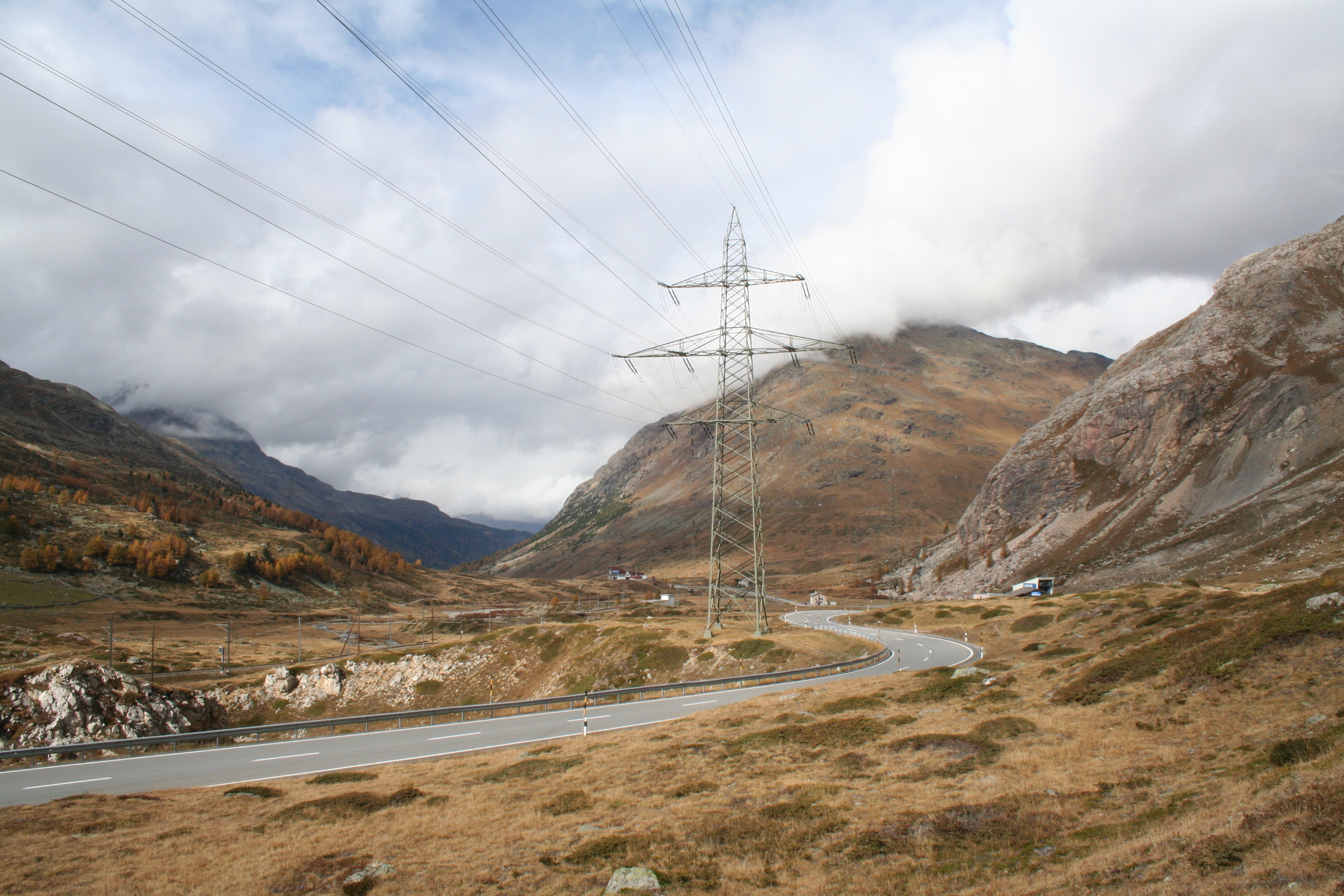
Ein Masten im Val Bernina westlich des Berninapasses

Die Berninaleitung, auch Bernina-Leitung, ist die Höchstspannungsleitung für 60, 220 und 380 kV über den Berninapass. Die Leitung zweigt zwischen La Punt und Bever von der Albulaleitung ab, überquert den Berninapass (ca. 2350 m ü. M.), führt hinunter ins Puschlav und endet im Unterwerk Robbia bei San Carlo, Gemeinde Poschiavo. Die ursprünglich der Repower AG gehörende Leitung ging 2013 wie alle anderen Übertragungsleitungen an die Swissgrid über.
Die vormalige 220-kV-Leitung wurde im Jahr 2005 von der LEBAG Leitungs- und Elektrobau AG in Lenzburg für Höchstspannung ausgebaut und ist ein wichtiger Bestandteil für den Stromtransport zwischen der Schweiz und Italien. Rund 40 % des zwischen den beiden Ländern ausgetauschten Stroms werden über sie transportiert.
Die Berninaleitung tangiert den Lei da Gravatscha, einen kleinen See bei Bever rechts des Inns, und Pontresina.